# Miles Kestrel
Die Miles M.9 Kestrel war ein Schulflugzeug des britischen Herstellers Miles Aircraft.

## Entwicklung und Konstruktion
Die Kestrel (dt. Turmfalke) war das erste Hochleistungsflugzeug von Miles Aircraft. Die Maschine war ein Tiefdecker mit freitragenden Tragflächen und Höhenruder und wurde von einem Rolls-Royce Kestrel mit einer Nennleistung von 745 PS (548 kW) angetrieben. Ob das Flugzeug wie viele von Frederick George Miles Konstruktionen nach dem Raubvogel oder dessen Triebwerk benannt wurde, ist nicht bekannt.
Die Maschine verfügte über dicke, invertierte Knickflügel mit einem Dickenverhältnis von circa 0,23, die vermutlich von den Flugversuchen mit der Miles Hawcon beeinflusst worden waren. Die Querruder befanden sich an den Tragflächen unmittelbar außen neben den Spaltklappen. Das Hauptfahrwerk war an den niedrigsten Punkten der Tragflächen angebracht, wodurch die Fahrwerksbeine kurz gehalten werden konnten. Das Fahrwerk wurde nach hinten eingefahren, so dass sich die Räder in die Tragflächen hineindrehen konnten. Am Heck war ein Spornrad angebracht. Sowohl Seiten- als auch Höhenruder waren mit einem Hornausgleich und Trimmrudern versehen. Die Maschine war vollständig aus Holz gefertigt. Sie bestand aus einem Rahmen aus Fichtenholz, der mit Buchensperrholz beplankt und mit Stoff bespannt war. Fluglehrer und Schüler saßen im Tandem unter einer einfachen Cockpithaube aus Perspex mit schmalen Rahmen und zusätzlichen Fenstern hinter dem hinteren Sitz. Der vordere Sitz befand sich in etwa mittig der Tragfläche. Das Triebwerk trieb einen Dreiblattpropeller an und wurde über eine Kühleröffnung direkt unter der Nase gekühlt.

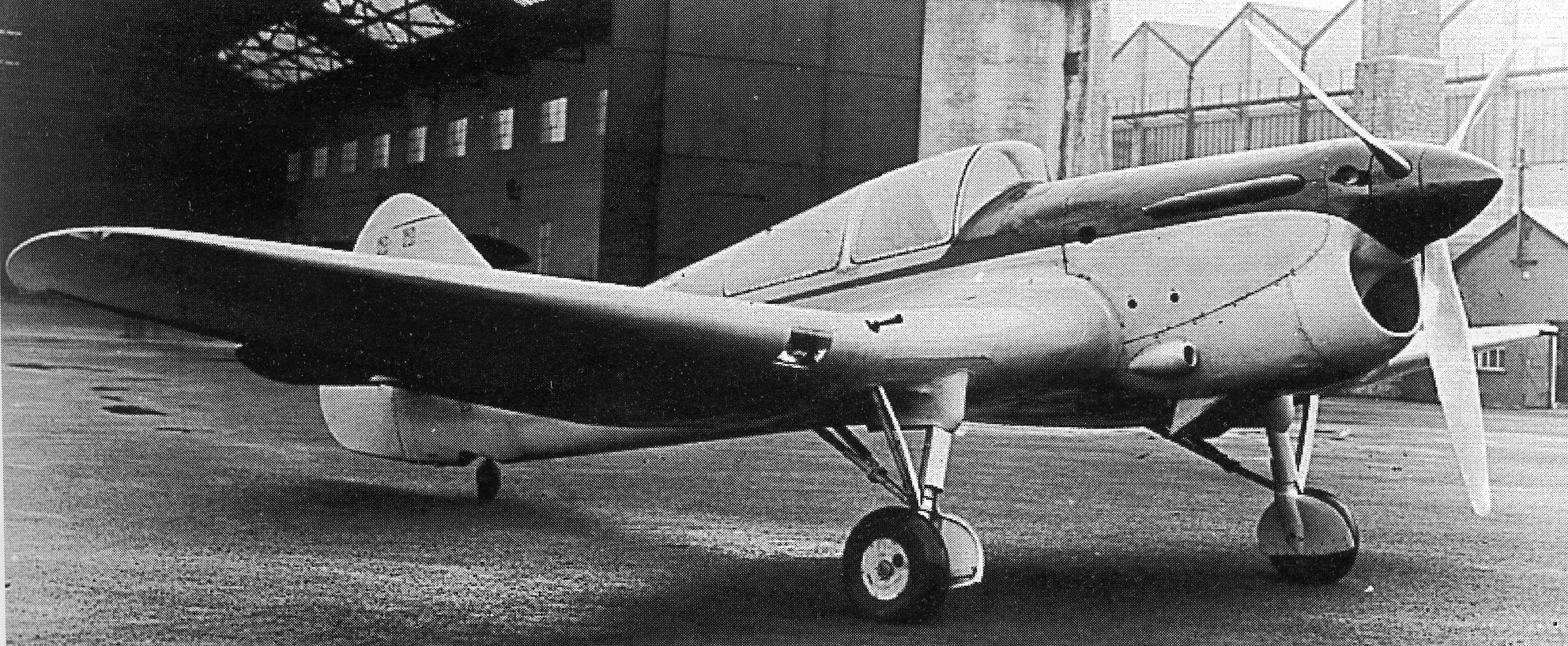
Kestrel U-5, 1938

## Nutzung
Die einzige Kestrel (Luftfahrzeugkennzeichen G-AEOC) wurde als Privatunternehmung gebaut und absolvierte ihren Jungfernflug im Mai des Jahres 1937. Am 26. Juni 1937 wurde das Flugzeug bei einer Flugschau der Royal Air Force auf dem Hendon Aerodrome vorgeführt. Die Leistungen der Maschine waren bemerkenswert. Sie erreichte auf einer Höhe von 14.000 ft (4.267 m) eine Höchstgeschwindigkeit von 295 mph (475 km/h). Diese Geschwindigkeit lag lediglich 15 mph (24 km/h) unter der der einsitzigen Hawker Hurricane, die jedoch über ein wesentlich stärkeres Triebwerk verfügte. Die Kestrel war zwar nicht so bewaffnet, verfügte jedoch über Halterungen für ein Browning-M1919-Maschinengewehr in der rechten Tragfläche sowie für eine Kamera in der linken. Es gibt jedoch keine Berichte darüber, ob dieses Maschinengewehr montiert wurde. Des Weiteren waren Halterungen für acht Übungsbomben vorhanden.
Nach der Veranstaltung in Hendon wurde die Kestrel im Zuge der United Kingdom Aircraft Test Serials unter der Bezeichnung U-5 geflogen, bis sie dem Militär überstellt wurde. Das Royal Aircraft Establishment führte mit der Maschine Flugtests in Farnborough, das Aeroplane and Armament Experimental Establishment in Boscombe Down durch. Am 20. August 1941 wurde das Flugzeug von der Royal Air Force ausgemustert und 1943 von Miles Aircraft in Woodley demontiert.
Die Kestrel war nicht nach den Vorgaben des Air Ministry konstruiert worden und ging daher zunächst nicht in Serie. Im Jahr 1938 erwies sich jedoch die de Havilland Don, die die Ausschreibung nach der Air Ministry Specification T.6/36 gewonnen hatte, im Einsatz als ungeeignet. Daher wurde ein Auftrag für die Entwicklung einer Serienversion der Kestrel an Miles erteilt, im Zuge dessen die Kestrel zur Miles Master weiterentwickelt wurde. Zu dieser Zeit war der Auftrag die größte Bestellung für ein Schulflugzeug der Royal Air Force. Die Master I verfügte über einige nennenswerte Unterschiede zur Kestrel. Diese betrafen die Form des hinteren Rumpfs und des Hecks, die Seiten- und Höhenrudertrimmung sowie die Cockpitverglasung. Außerdem wurde der Kühler von der Nase unter den Rumpf verlegt.

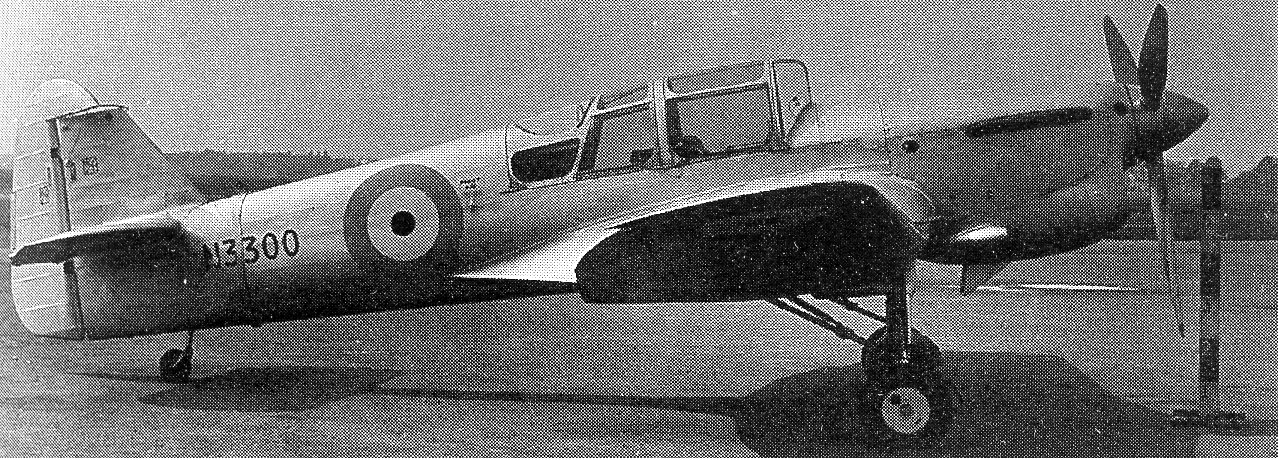
Kestrel mit Markierungen der Royal Air Force und dem Kennzeichen N3300 im Februar 1939

## Technische Daten
| Kenngröße             | Daten                                           |
| --------------------- | ----------------------------------------------- |
| Besatzung             | 2                                               |
| Länge                 | 29,5 ft (8,99 m)                                |
| Spannweite            | 39 ft (11,89 m)                                 |
| Höhe                  | 9,42 ft (2,87 m)                                |
| Flügelfläche          | 235 ft² (22 m²)                                 |
| Flügelstreckung       | 6,5                                             |
| Leermasse             | 4.159 lb (1.886 kg)                             |
| max. Startmasse       | 5.337 lb (2.421 kg)                             |
| Reisegeschwindigkeit  | 245 mph (394 km/h)                              |
| Höchstgeschwindigkeit | 296 mph (476 km/h)                              |
| Triebwerke            | 1 × Rolls-Royce Kestrel XVI mit 745 PS (548 kW) |